# Continental Aerospace Technologies
Continental Aerospace Technologies é uma fabricante norte-americana de motores aeronáuticos sediada em Mobile, Alabama. Originalmente uma divisão da Continental Motors Company e foi propriedade da Teledyne Technologies até dezembro de 2010, sendo atualmente parte da AVIC, de propriedade do governo da República Popular da China.
Embora conhecida por seus motores produzidos para aeronaves leves, produziu também o motor à gasolina V12 AV-1790-5B para utilização no tanque M47 Patton do Exército dos Estados Unidos e o motor a diesel AVDS-1790-2A e seus derivados para os tanques M48, M60 Patton, e Merkava. A empresa produziu também entre as décadas de 1920 e 1960 motores para várias indústrias independentes de automóveis, tratores e equipamentos estacionários (como bombas, geradores e máquinas).

## Histórico

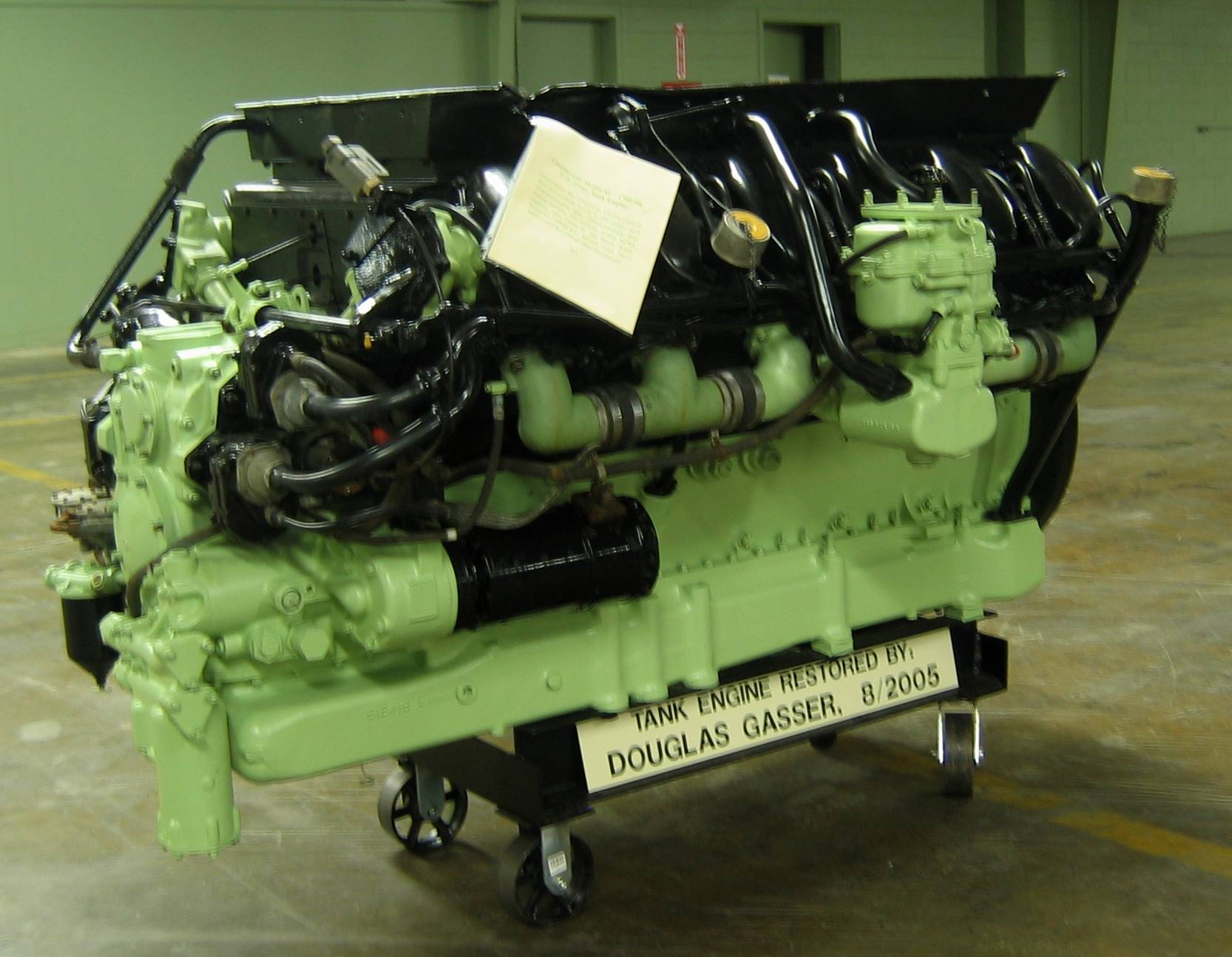
Tanque de um Continental AV1790-5B restaurado no "American Armored Foundation Tank Museum" em Danville, Virgínia.

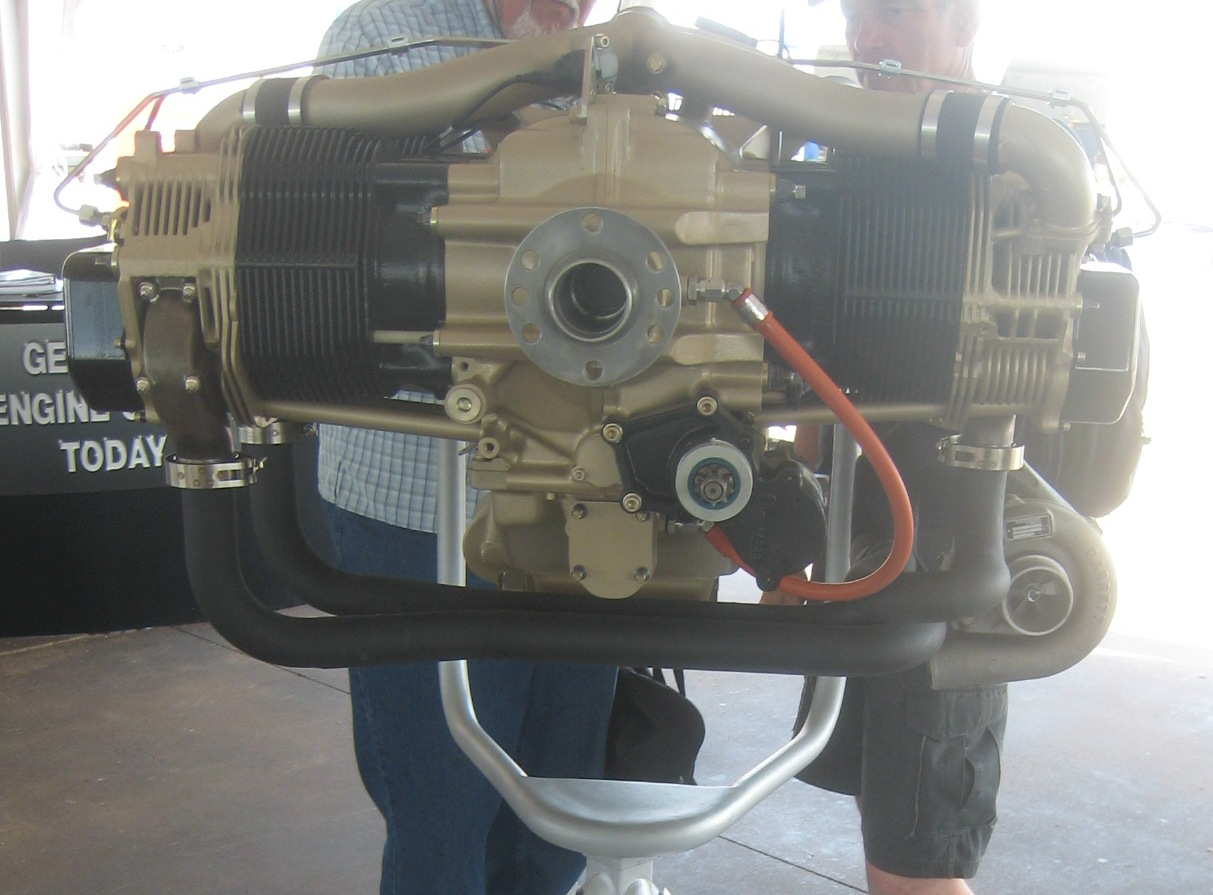
Motor TD-300 a diesel.

Em 1929, a empresa lançou seu primeiro motor de aeronave, um radial de sete cilindros denominado A-70, com um deslocamento de 543,91 cu in (8,91L) que produzia 170 cv (127 kW). Em agosto de 1929, a Continental Motors Company formou a Continental Aircraft Engine Company como uma subsidiária para desenvolver e produzir seus motores de aeronaves.
Com o desenrolar da Grande Depressão, 1930 viu a empresa lançar o motor de quatro cilindros A-40 de 37 cv (28 kW). Um projeto subsequente, o 50 hp (37 kW) A-50 foi introduzido em 1938 e foi usado para fornecer energia ao Taylor Cub e seu derivado Piper Cub. Quando a Segunda Guerra Mundial começou em 1939, a Continental começou a construir motores de aeronaves para uso em tanques britânicos e americanos. A Continental formou a Continental Aviation and Engineering (CAE) em 1940 para desenvolver e produzir motores de aeronaves de mais de 500 hp (373 kW).
Durante o final dos anos 1930, início dos anos 1940, a Gray Marine Motor Company adaptou os motores Continental para uso marítimo. Em 14 de junho de 1944, a empresa foi comprada pela Continental por US$ 2,6 milhões. John W. Mulford, filho de um dos fundadores da Gray, foi nomeado gerente geral da Gray pela Continental. A Gray's continuou a fabricar motores marítimos no período pós-guerra até seu fechamento pela Continental por volta de 1967.
Durante a década de 1950, o A-65 foi desenvolvido no mais poderoso C-90 de 90 hp (67 kW) e, finalmente, no O-200 de 100 hp (75 kW). O O-200 impulsionou um marco muito importante no design de aviões: o Cessna 150. Na década de 1960, a turboalimentação e a injeção de combustível chegaram à aviação geral e a série IO-520 da empresa passou a dominar o mercado.
Em 1965, a Ryan Aeronautical adquiriu uma participação de 50% na Continental Motors.
Em 1969, a Teledyne Incorporated adquiriu a Continental Motors, que se tornou a Teledyne Continental Motors (TCM). Naquele mesmo ano, a série Continental Tiara de motores de alta potência foi introduzida, embora eles tenham sido retirados da linha depois de 1978. A empresa trouxe o TSIO-520-BE para o Piper PA-46 ao mercado em 1984 e estabeleceu novos padrões de eficiência para motores a pistão de aeronaves leves. Alimentado por uma versão refrigerada a líquido do IO-240, o Rutan Voyager foi a primeira aeronave movida a pistão a circunavegar o mundo sem reabastecimento em 1986.
A NASA selecionou a Continental para desenvolver e produzir o GAP em 1997, um novo motor a pistão de 200 hp (150 kW) para operar com combustível Jet-A. Isso foi em resposta à gasolina de aviação de 100 octanas que se tornou menos disponível como resultado da redução da demanda, devido aos motores turboélice menores se tornarem mais prevalentes.
Em 2008, o novo presidente da Teledyne Continental, Rhett Ross, anunciou que a empresa estava muito preocupada com a disponibilidade futura de 100LL avgas e, como resultado, desenvolveria um motor diesel na faixa de 300 hp (220 kW) para certificação em 2009 ou 2010. No outono de 2009, a empresa estava sentindo os efeitos da situação econômica e a consequente redução da demanda por motores de aeronaves. A empresa anunciou que fecharia sua fábrica por dois períodos de uma semana em outubro de 2009 e janeiro de 2010. Funcionários assalariados se mudariam para uma semana de trabalho de quatro dias com férias de uma semana no Dia de Ação de Graças e no Natal, com o objetivo de "proteger o máximo da nossa valiosa base de funcionários possível ".
Em 14 de dezembro de 2010, a Teledyne, controladora da Continental, anunciou que a Teledyne Continental Motors, a Teledyne Mattituck Services e seu negócio de motores a pistão para aviação geral seriam vendidos para a Technify Motor (USA) Ltd, uma subsidiária da AVIC International, por US$ 186 milhões em dinheiro. AVIC é uma empresa aeroespacial estatal chinesa. Em maio de 2011, a transação foi relatada como concluída e a empresa renomeada para Continental Motors, Inc.
Em 23 de julho de 2013, a empresa comprou o fabricante de motores a diesel Thielert da falência por um valor não revelado. Thielert se tornará uma divisão operacional da Continental e será renomeada como Technify Motors GmbH.
Em março de 2019, o nome da empresa foi alterado de Continental Motors, Inc. para Continental Aerospace Technologies.

## Produtos

### Motores de cilindros opostos

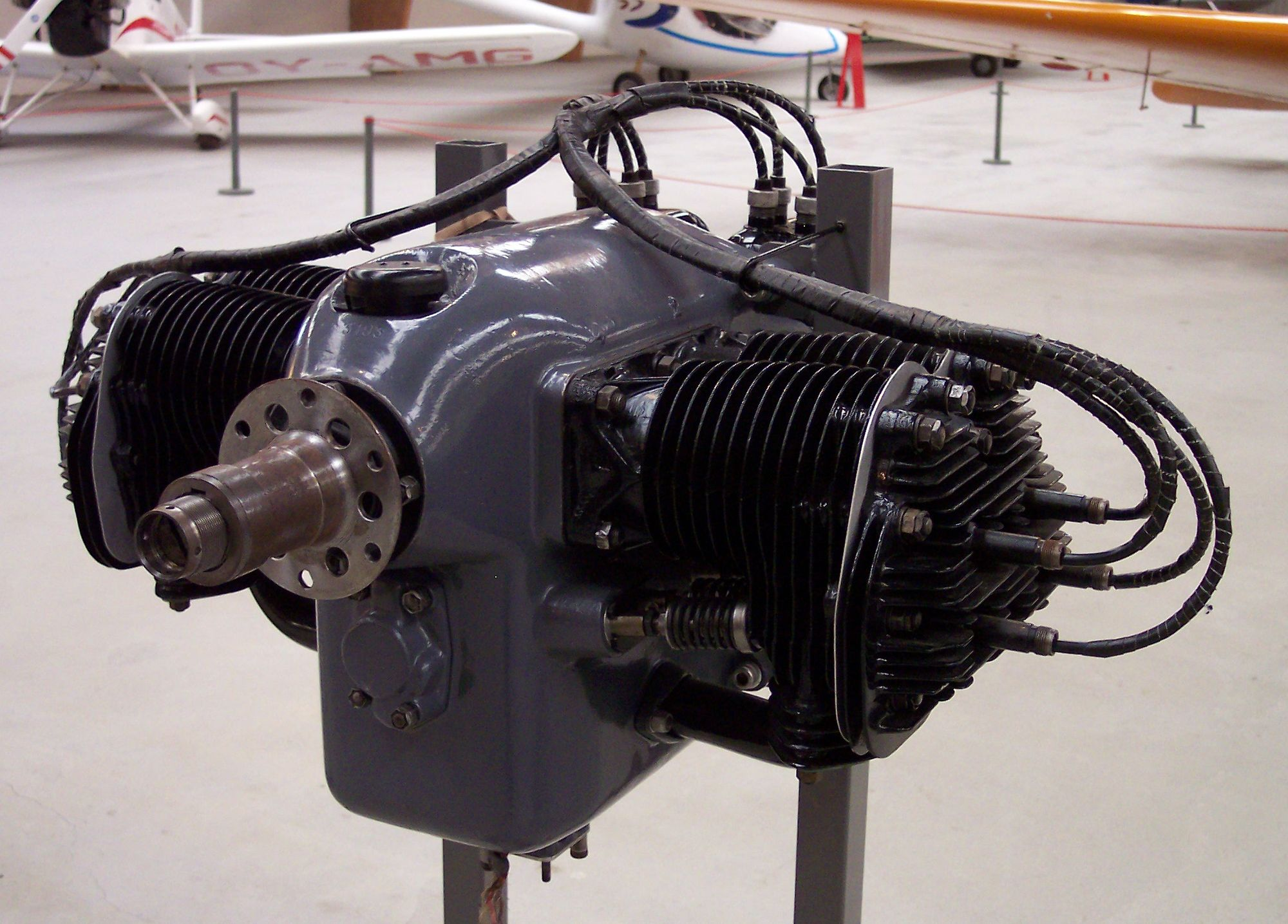
A40

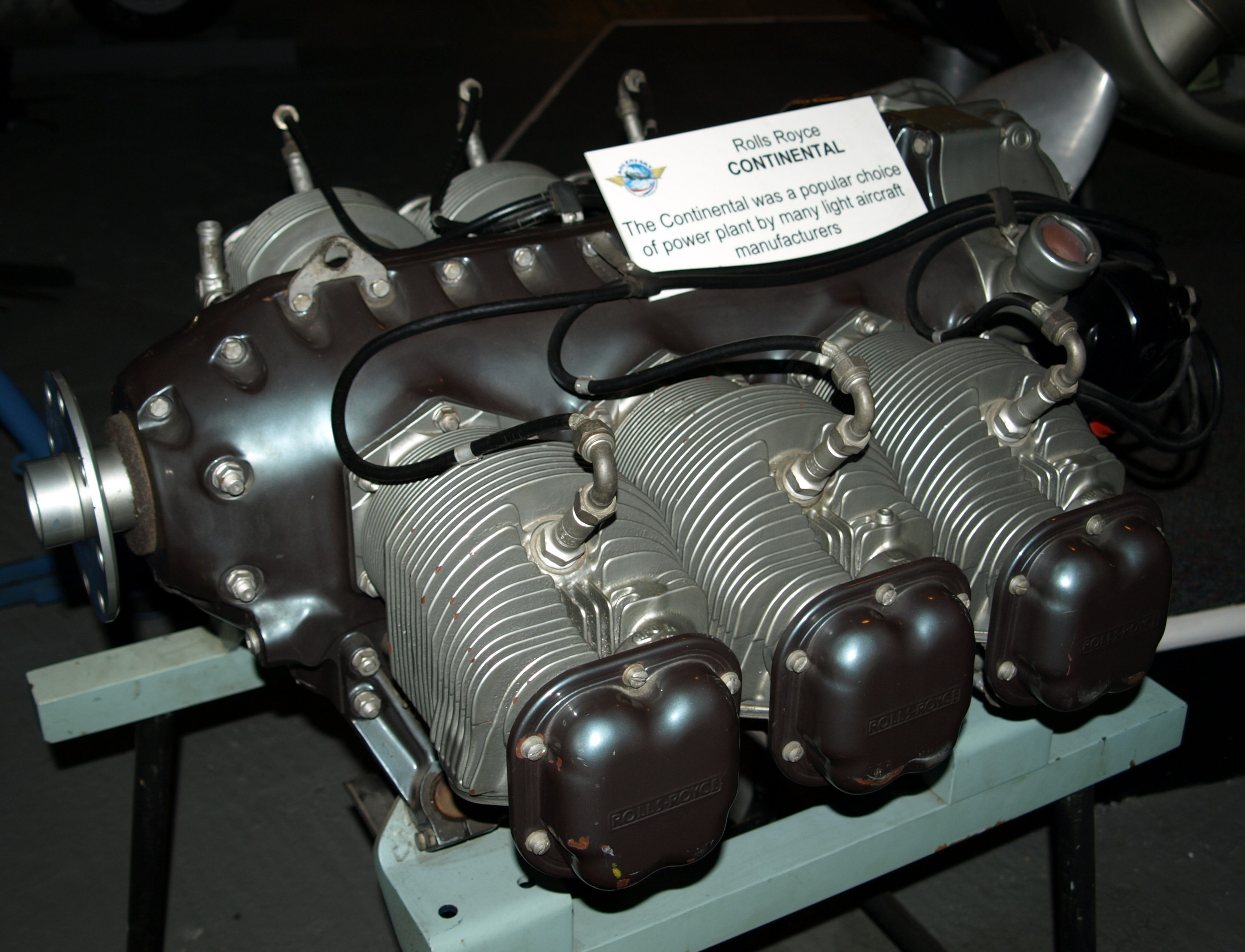
O-300

| Modelo              | Configuração | Potência |
| ------------------- | ------------ | -------- |
| Continental A-40    | O4           | 40 hp    |
| Continental O-170   | O4           | 65 hp    |
| Continental O-190   | O4           | 85 hp    |
| Continental O-200   | O4           | 100 hp   |
| Continental O-240   | O4           | 125 hp   |
| Continental O-280   | O6           | 125 hp   |
| Continental O-300   | O6           | 145 hp   |
| Continental IO-346  | O4           | 165 hp   |
| Continental IO-360  | O6           | 195 hp   |
| Continental IO-370  | O4           | 195 hp   |
| Continental O-470   | O6           | 213 hp   |
| Continental O-520   | O6           | 375 hp   |
| Continental O-526   | O6           | 320 hp   |
| Continental IO-550  | O6           | 300 hp   |
| Continental TD-300  | O4           | 230 hp   |
| Continental Tiara 4 | O4           | 180 hp   |
| Continental Tiara 6 | O6           | 285 hp   |
| Continental Tiara 8 | O8           | 380 hp   |

### Motores radiais e em "V" invertido

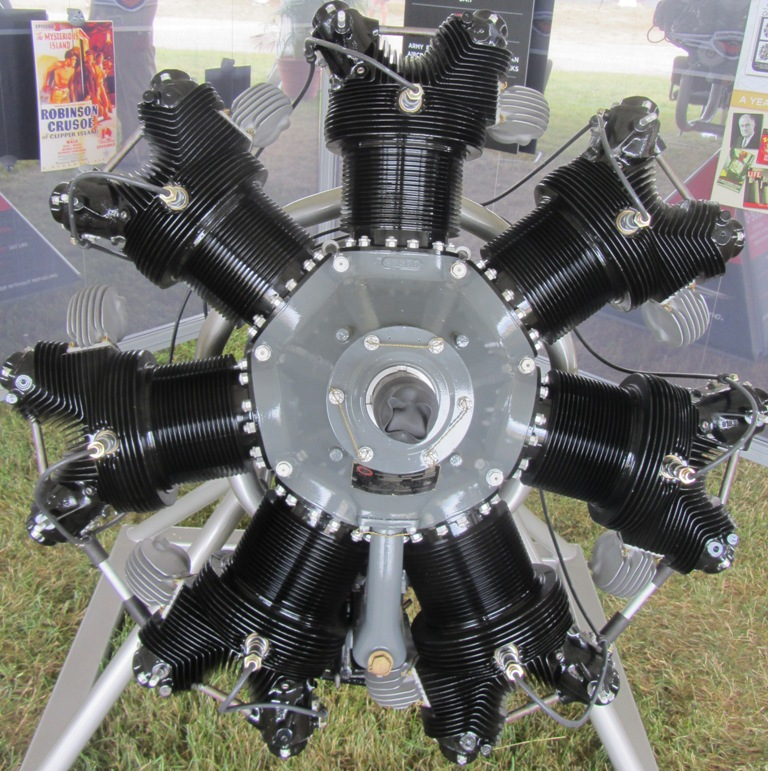
R-670

| Modelo             | Configuração | Potência |
| ------------------ | ------------ | -------- |
| Continental A-70   | R7           | 165 hp   |
| Continental I-1430 | IV12         | 1,150 hp |
| Continental R-670  | R7           | 225 hp   |
| Continental R-975  | R9           | 420 hp   |

### Turboeixos

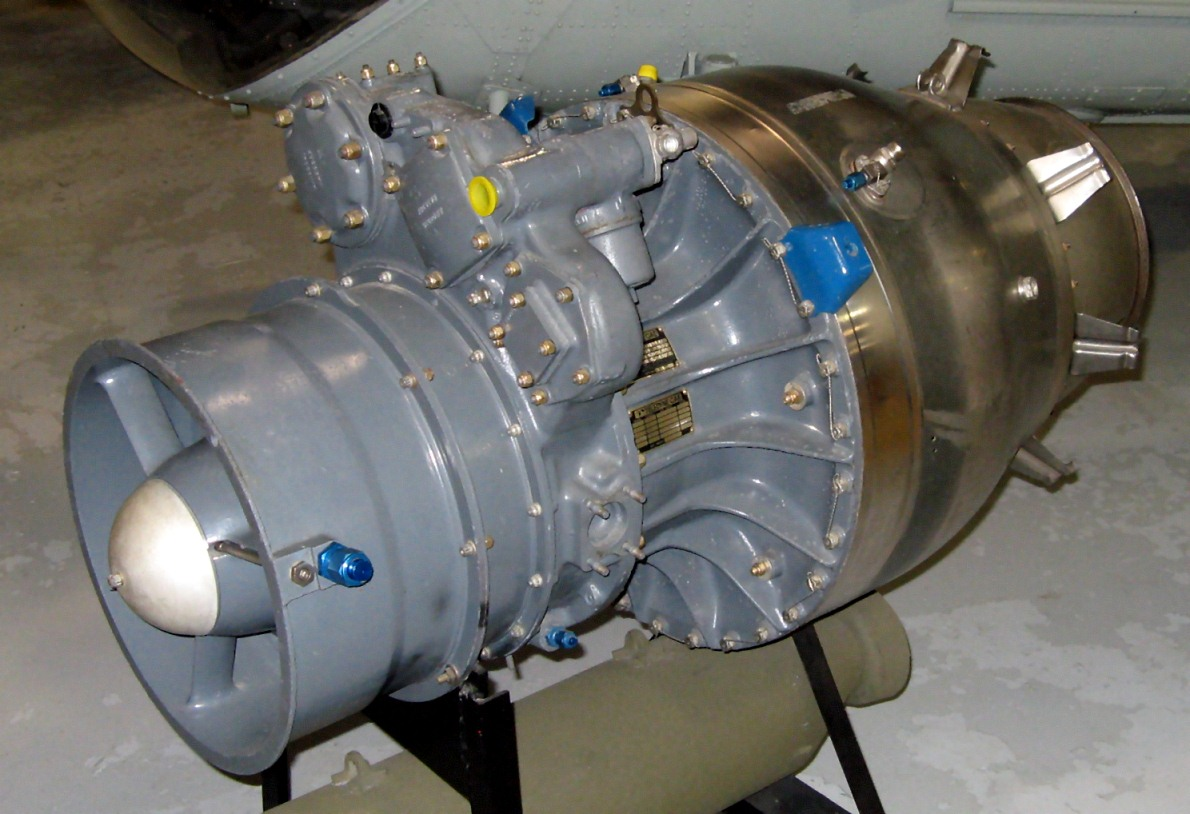
J69

| Modelo             | Configuração | Potência |
| ------------------ | ------------ | -------- |
| Continental T51    | Turboshaft   | 425 hp   |
| Continental T65    | Turboshaft   | 305 hp   |
| Continental T67    | Turboshaft   | 1,540 hp |
| Continental T69    |              |          |
| Continental T72    | Turboshaft   | 600 hp   |
| Continental TP-500 |              |          |

### Motores a jato
| Modelo                  | Configuração | Potência |
| ----------------------- | ------------ | -------- |
| Teledyne CAE J69        | Turbojet     | 880 lbf  |
| Continental RJ35 Ramjet |              |          |
| Continental RJ45 Ramjet |              |          |
| Continental RJ49 Ramjet |              |          |